# التا ریباگورشا
التا ریباگورشا (به اسپانیایی: Alta Ribagorça) یک منطقهٔ مسکونی در اسپانیا است که در کاتالونیا واقع شده‌است.

## خصوصیات
التا ریباگورشا ۴۲۶٫۸ کیلومترمربع مساحت و ۴٬۴۳۱ نفر جمعیت دارد.